# Чабби Чекер
Ча́бби Че́кер (англ. Chubby Checker), настоящее имя Э́рнест Э́ванс (англ. Ernest Evans, род. 3 октября 1941) — американский певец и автор песен, популяризатор твиста в 1960-е годы. Одними из главных его хитов являются кавер-версия песни Хэнка Балларда «The Twist» и последовавшая на следующий год песня «Let’s Twist Again».

## Биография

### Ранние годы
Эрнест Эванс родился в 1941 году в Спринг-Галли, Южная Каролина. Детство мальчика прошло в Южной Филадельфии, штат Пенсильвания, где он жил со своими родителями и двумя братьями. В восемь лет он уже сформировал свою первую уличную музыкальную группу. Поступив в среднюю школу, он начал обучаться игре на пианино, а также время от времени развлекал своих одноклассников исполнением популярных песен таких исполнителей, как Джерри Ли Льюис, Элвис Пресли и Фэтс Домино. Вскоре владелец продуктового магазина, Генри Кольт, обративший внимание на незаурядные вокальные данные Эванса, свёл его со своим другом Карлом Манном, работавшим на Cameo-Parkway Records.

### Карьера
В 1959 году Эванс записал свой дебютный сингл «The Class», который, однако, остался почти незамеченным. В том же году он получил свой сценический псевдоним Чабби Чекер, по аналогии с Фэтсом Домино (в переводе с англ. fat — толстый, chubby — толстощёкий; соответственно, domino и checker — домино и шашки).
Поворотным моментом в карьере певца стала запись в 1960 году кавер-версии песни Хэнка Балларда «The Twist». Однако перед этим Чекер столкнулся с трудностями: глава Cameo-Parkway Records намеревался сделать композицию би-сайдом, поэтому певец вынужден был сам популяризировать песню, давая живые концерты и выступая по телевидению. Вскоре сингл «The Twist» стал настоящим хитом и 19 сентября 1960 достиг первой строчки Billboard Hot 100. В начале 1962 года «The Twist» вновь набрал популярность и на протяжении двух недель занимал высшую ступень хит-парада.
Советы Чекера как танцевать твист можно увидеть, например, на оборотной стороне альбома Twistin' Round The World:

1. СТОЙКА: Боксерская стойка, одна нога выдвинута вперед, руки согнуты в локтях и направлены вперед.
2. ДВИЖЕНИЕ: Бедра поворачиваются из стороны в сторону как будто вы вытираете спину полотенцем. Колени слегка согнуты. Когда бедра двигаются влево, руки двигаются вправо, и наоборот.
3. ДВИЖЕНИЕ НОГ: Вращайте стопы как будто тушите сигарету. Все тело двигается вперед и назад, и из стороны в сторону.

Другим синглом Чекера, достигшим первой строчки Billboard Hot 100, стала записанная в 1960 году песня «Pony Time». Новый твистовый сингл певца, «Let’s Twist Again», в 1962 году был отмечен премией «Грэмми», а также вошёл в топ-10 британского чарта. Вслед за этим последовали такие хиты, как «Dancin' Party», «Limbo Rock» и «Popeye The Hitchhiker». 

В 1964 году Чекер женился на Катарине Лоддерс, Мисс Мира 1962.
Во второй половине 1960-х твистовая лихорадка начала спадать. Тогда же начала снижаться и популярность Чекера.
Новым успехом Чекера стала записанная в 1987 году с рэп-группой The Fat Boys новая версия «The Twist», отметившаяся в чартах Европы и США. 

В 1990-е музыкант нередко появлялся в телевизионной рекламе. Сегодня он также является владельцем собственного ресторана.